# Liste der Kulturdenkmäler in Sehlem (Eifel)
In der Liste der Kulturdenkmäler in Sehlem sind alle Kulturdenkmäler der rheinland-pfälzischen Ortsgemeinde Sehlem aufgeführt. Grundlage ist die Denkmalliste des Landes Rheinland-Pfalz (Stand: 10. August 2023).

## Einzeldenkmäler
| Bezeichnung                       | Lage                                                 | Baujahr                            | Beschreibung | Bild                           |
| --------------------------------- | ---------------------------------------------------- | ---------------------------------- | --- | ------------------------------ |
| Wegekapelle                       | Bahnhofstraße, Ecke L 141 Lage                       | 1792                               | Wegekapelle, bezeichnet 1792; innen Rest eines Wegekreuzes, 1631 | Fotos hochladen                |
| Altar                             | Bahnhofstraße, bei Nr. 13 Lage                       | 1752                               | Teile eines barocken Altars mit Kreuzigungsgruppe, bezeichnet 1752 | Fotos hochladen                |
| Wegekreuz                         | Bahnhofstraße, bei Nr. 41 Lage                       | 1757                               | Schaftkreuz, bezeichnet 1757 | Fotos hochladen                |
| Wohnhaus                          | Burgstraße 1/3 Lage                                  | 1807                               | stattlicher Krüppelwalmdachbau, bezeichnet 1807 und 1843 | Fotos hochladen                |
| Wohnhaus                          | Burgstraße 5/7 Lage                                  | 16. oder 17. Jahrhundert           | teilweise dreigeschossiges Wohnhaus, bezeichnet 1774 (?) und 1867, im Kern wohl aus dem 16. oder 17. Jahrhundert | Fotos hochladen                |
| Quereinhaus                       | Kirchstraße 18 Lage                                  | 1829                               | Quereinhaus; Krüppelwalmdachbau, bezeichnet 1829 | Fotos hochladen                |
| Katholisches Pfarrhaus            | Kirchstraße 38 Lage                                  | zweite Hälfte des 19. Jahrhunderts | Krüppelwalmdachbau, zweite Hälfte des 19. Jahrhunderts, Stallscheune (wohl mit Backhaus) | Fotos hochladen                |
| Katholische Pfarrkirche St. Georg | Kirchstraße 40 Lage                                  | 1837/38                            | vierachsiger Saalbau, 1837/38, an älterem Westturm; an der Außenwand: Renaissance-Grabdenkmal für den kurtrierischen Amtmann Albrecht von Esch und seine Gattin Brigitta geborene von Koppenstein, 1575; Gesamtanlage mit dem Pfarrhaus | weitere Bilder Fotos hochladen |
| Sarkophag                         | Kirchstraße, bei Nr. 40 Lage                         |                                    | Sarkophag, wohl römisch | Fotos hochladen                |
| Kriegerdenkmal                    | Kirchstraße, bei Nr. 40 Lage                         | um 1920                            | Kriegerdenkmal 1914/18, Pavillon | Fotos hochladen                |
| Bürgerhaus                        | Neustraße 2 Lage                                     | zweite Hälfte des 19. Jahrhunderts | ehemalige Schule; neubarocker Putzbau, zweite Hälfte des 19. Jahrhunderts | Fotos hochladen                |
| Wohnhaus                          | Schulstraße 28 Lage                                  | um 1920/30                         | Mansarddachbau, leicht expressionistisch beeinflusste Reformarchitektur, um 1920/30 | Fotos hochladen                |
| Bildstock                         | Zum Galdberg, bei Nr. 21 Lage                        |                                    | barocker Nischenaufsatz mit Pietà | Fotos hochladen                |
| Wegekreuz                         | nordwestlich des Ortes an der L 141 Lage             | 1834                               | nachbarockes Schaftkreuz, Rotsandstein, bezeichnet 1834 | Fotos hochladen                |
| Spießkreuz                        | südwestlich des Ortes in der Nähe des Hansenhof Lage | 1835                               | nachbarockes Schaftkreuz, bezeichnet 1835 | Fotos hochladen                |